# Samir Zulič
Samir Zulič (Capodistria, 8 gennaio 1966) è un ex calciatore sloveno, di ruolo difensore.
Nel torneo del 1993 si piazzò solamente dietro a Sašo Udovič nella classifica dei marcatori realizzando 23 marcature, 2 in meno rispetto al capocannoniere.